# Dendronephthya klunzingeri
Dendronephthya klunzingeri är en korallart som beskrevs av Studer 1888. Dendronephthya klunzingeri ingår i släktet Dendronephthya och familjen Nephtheidae. Inga underarter finns listade i Catalogue of Life.

## Bildgalleri

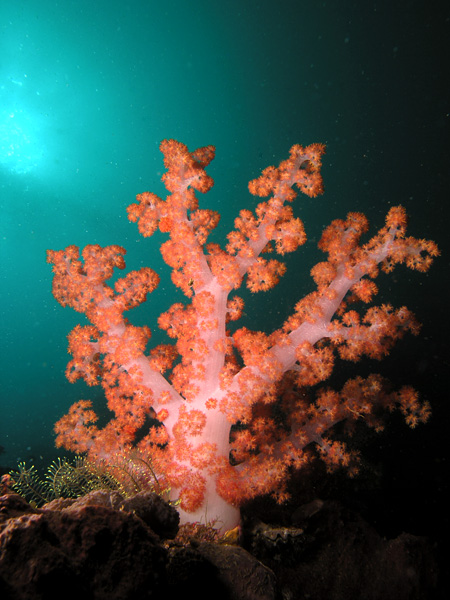
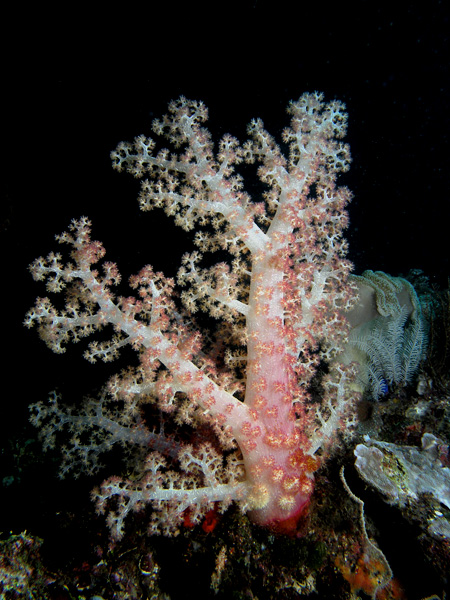